# Авењо Кјеза (Ђенова)
Авењо Кјеза је насеље у Италији у округу Ђенова, региону Лигурија.
Према процени из 2011. у насељу је живело 625 становника. Насеље се налази на надморској висини од 67 м.